# The Confessions of Dr. Dream and Other Stories
The Confessions of Dr. Dream and Other Stories è il quinto album in studio del cantautore britannico Kevin Ayers, pubblicato nel 1974.

## Tracce
Lato A
1. Day By Day
2. See You Later
3. Didn't Feel Lonely Till I Thought of You
4. Everybody's Sometime and Some People's All the Time Blues
5. It Begins With a Blessing / Once I Awakened / But It Ends With A Curse
6. Ballbearing Blues

Lato B
1. The Confessions of Doctor Dream: 
  - a) Irreversible Neural Damage
  - b) Invitation
  - c) The One Chance Dance
  - d) Doctor Dream Theme
2. Two Goes Into Four

## Formazione
- Kevin Ayers – chitarra, voce
- Mark Warner – chitarra (A1, A3, A5, B1d), chitarra acustica (A2, B1a)
- Sam Mitchell – chitarra (A1, A3, A4)
- John G. Perry – basso (A1, A3, A5)
- Michael Giles – batteria (A1, A3, A5, A6)
- Cal Batchelor – chitarra (A4)
- Rupert Hine – tastiere (A5, B1)
- Mike Moran – pianoforte (A5)
- Steve Nye – organo (A5), piano elettrico (B1b)
- John Gustafson – basso (B1b)
- Mike Oldfield – chitarra elettrica (A4)
- Nico – voce (B1a)
- Geoffrey Richardson – viola
- Mike Ratledge – organo (B1c)
- Ray Cooper – percussioni (A2, B1c)
- Lol Coxhill – alto sax (A5)
- Henry Crallan – pianoforte (A4)
- Ollie Halsall – chitarra elettrica (A3)
- Doris Troy, Rosetta Hightower, Joanne Williams – controcanto (A1, A3)
- Hulloo Choir – controcanto (A5, B1d)
- Trevor Jones – basso (B1c)
- Sean Milligan – controcanto (A2)
- The G'Deevy Ensemble – percussioni (A1)